# 暴龍樂團
暴龍樂團（另譯雷克斯暴龍或音譯提雷克斯）是由創作歌手兼吉他手的馬克·波倫（Marc Bolan）於1967年成立的英國搖滾樂團。樂團一開始叫Tyrannosaurus Rex，並以此名發行迷幻民謠作品。1969年，波倫決定讓樂團轉型為插電的搖滾風格，並縮短團名為T. Rex。這一轉變在他們1970年單曲〈Ride a White Swan〉中顯現，並讓樂團成為華麗搖滾界的先鋒。
自1970年至1973年，暴龍樂團在英國擁有如〈Hot Love〉、〈Get It On〉、〈Telegram Sam〉、〈Metal Guru〉等數十首冠軍金曲，使他們在英國達到了與披頭四匹敵的流行度。樂團1971年的專輯《Electric Warrior》以其開創性的華麗搖滾風格而廣受好評，並在英國成為了冠軍專輯。1972年的專輯《The Slider》以前20名之姿打進美國市場。儘管他們這之後每年都發一張專輯，樂團在1973年發行第三名單曲〈20th Century Boy〉之後的熱度便不斷下降。
1977年，在樂團的最後一張專輯《Dandy in the Underworld》發行後不久，創始人馬克·波倫便死於車禍之中，樂團也隨之解散。暴龍樂團持續影響著許多後來的藝人與樂團。2020年，暴龍樂團入選搖滾名人堂。

## 歷史

### 組成與迷幻時期
馬克·波倫在發行幾張失敗的個人單曲和短暫當過迷幻搖滾樂團約翰之子（John's Children）的主音吉他手後，他於1967年7月創立暴龍樂團（Tyrannosaurus Rex）。波倫與當時的團員：鼓手史提夫·波特（Steve Porter）、吉他手班·卡特蘭（Ben Cartland）和未知名的貝斯手於同年7月22日在柯芬園的慘烈表演之後，這個四人制插電搖滾樂團很快就分崩離析。在這之後波特以藝名史提夫·佩瑞昆·圖克（Steve Peregrin Took）被波倫留在團裡，並從鼓組轉移至其他打擊樂器，兩人便開始演奏由波倫所寫、具民謠影響的原音樂歌曲。在看了拉維·香卡（Ravi Shankar）的表演後，樂團決定採用類似印度傳統音樂的表演方式。結合了波倫的民謠吉他和獨特的歌唱風格與圖克使用邦哥鼓等不尋常的打擊樂器（包括如Pixiphone那樣的兒童樂器），暴龍樂團在當年興盛的地下嬉皮界獲得了一批死忠粉絲。BBC廣播一台的DJ約翰·皮爾（John Peel）在這時就是樂團的擁護者，這也使皮爾後來出現在樂團的唱片中，朗誦波倫寫的故事。樂團另一個重要合作者便是製作人東尼·維斯岡蒂（Tony Visconti），他為樂團製作專輯直到1974年，包括樂團的華麗搖滾時期。
在1968年至1969年之間，暴龍樂團在電台與唱片銷售上取得了還不錯的成績。他們的第三張專輯《Unicorn》在英國成為了榜上前十專輯。相較於以前受早期搖滾影響的個人作品，波倫這時寫的歌曲具有優美而戲劇化的巴洛克式曲調，他那超現實主義的歌詞和詩歌則受希臘與波斯神話影響。樂團這時成為BBC電台節目《Peel Sessions》的常客，也在英國各大校園中演出。
到了1969年，暴龍樂團的兩人開始出現分歧。波倫與女友茱恩·柴爾德（June Child）過著安靜的生活，波倫開始寫作詩集《The Warlock of Love》同時精進他的歌曲創作與表演能力。而圖克則是完全投入拉德伯克街一帶英國地下文化所推崇的反商業與嗑藥精神，並受到米克·費倫（Mick Farren）/背叛者樂團（The Deviants）和粉色仙女（Pink Fairies）等人的無政府理念影響。圖克也開始自己寫歌，並希望暴龍樂團可以表演它們，然而波倫拒絕這項提議且將這些歌從他們第四張專輯的錄製行程（1969年春夏）中排除。作為回應，圖克與Twink合寫了兩首歌並協助他錄製了專輯《Think Pink》。
波倫與圖克的關係基本上崩壞，儘管根據合約，他們必須進行一次美國巡迴演出，而這場巡演在開始之前就注定了失敗：由於促銷和計劃不力，這個不插電雙人組總被其他插電樂團/藝人的光彩所掩蓋。為解決這個問題，圖克決定借鑑伊基·波普（Iggy Pop）的震懾搖滾演出風格，他解釋道：「我們在日落大道的舞台演出的時候，我脫了衣服、拿著皮條打自己直到大家都安靜為止。你瞭的，只要一點點的血就能讓整個洛杉磯閉嘴。『發生了啥事啊？』『噢！老兄，有個小夥子在台上打自己啊！』我的意思是，伊基和丑角合唱團（The Stooges）就是這麼搞得。」
波倫回到英國後隨即找了打擊樂手米奇·芬恩（Mickey Finn）來取代圖克。兩人完成並於1970年3月發行了《A Beard of Stars》，暴龍樂團的第四張也是最後一張以Tyrannosaurus Rex之名發布的專輯。

### 轉型與商業成功
除了縮短團名為T. Rex、專輯標題外，暴龍樂團的專輯展現了更高的製作品質、波倫更加熟練的詞曲創作、對電吉他的實驗和真正的搖滾聲響，如使用一般搖滾樂團編制的〈King of the Rumbling Spires〉（波倫在圖克離開前與他一起錄製並於1969年夏天發行）以及《A Beard of Stars》中被廣泛探索的插電聲響。樂團的下一張專輯《T. Rex》繼續了簡短標題、轉換入電吉他的路線。縮短團名和標題據說是維斯岡蒂厭煩於必須在工作室班表和錄音母帶上寫完整名字，於是他開始使用縮寫。一開始波倫得知後十分憤怒，但他後來又說那是他的點子。樂團的新聲響更加的走流行風，1970年10月發行的第一首單曲〈Ride a White Swan〉在11月下旬便已是英國前十名暢銷金曲，到了1971年1月更是擠身為第二。1971年初，《T. Rex》榮登英國專輯排行榜前20名。

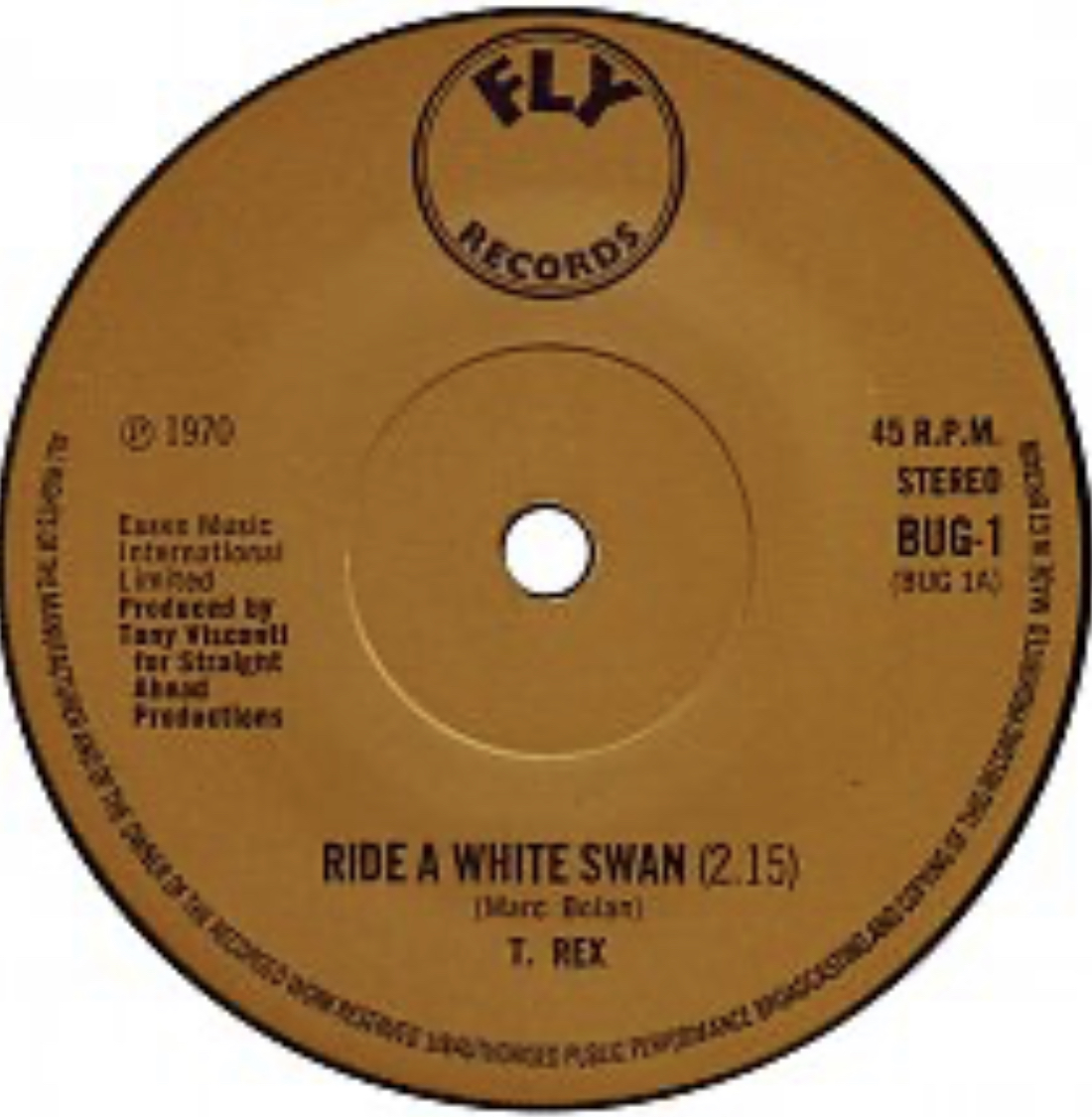
1970年發行的〈Ride a White Swan〉單曲碟

很快的，下一首單曲〈Hot Love〉也在英國排行榜上封冠並保持了六週。隨著客群由原來的嬉皮轉為青少年，樂團將貝斯手史提夫·居禮（Steve Currie）和鼓手比爾·雷傑恩（Bill Legend）加入進巡演陣容來應付日漸增長的觀眾。在謝麗塔·賽昆達（Chelita Secunda）為波倫的眼睛上了兩抹亮片之後，樂團隨後在《Top of the Pops》上的演出通常被視為是華麗搖滾的誕生。在波倫表演之後，華麗搖滾在1971年至1972年的英國和歐洲廣為流行。樂團過去的嬉皮粉絲對樂團的新形象和聲響感到憤怒，認為波倫「出賣」了他們，僅管部分Tyrannosaurus Rex時期的歌詞元素尚存，但絕大部分都被律動、呻吟和性愛相關主題所取代。
1971年9月，暴龍樂團T. Rex時期的第二張專輯《Electric Warrior》發行，居禮和雷傑恩均參與了錄製，並在不久後正式加入樂團。《Electric Warrior》這張冠軍專輯為樂團帶來巨大的商業成功，也被大眾認為是樂團最棒的專輯；宣傳人員B·P·法倫（BP Fallon）甚至創造了「T. Rextasy」（「T. Rex」和「ecstasy」的合成詞）一詞來敘述樂團這段時期的盛況，並與披頭四狂熱（Beatlemania）相互呼應。此專輯中包含了樂團最廣為人知的英國冠軍單曲〈Get It On〉，1972年1月也在美國登冠，但歌曲更名為〈Bang a Gong (Get It On)〉來避免與美國爵士搖滾樂團蔡斯（Chase）的同一名字歌曲搞混。〈Get It On〉和幾首甜蜜樂團（The Sweet）的熱門單曲是英國華麗搖滾流派少數能在美國獲得成功的歌曲。專輯中仍有像〈Cosmic Dancer〉和〈Girl〉這樣波倫回歸民謠原聲根源的歌曲。不久之後，波倫與樂團因合約到期而離開了飛行唱片（Fly Records），而飛行唱片也在未經波倫允許就發行了單曲〈Jeepster〉。波倫之後與EMI簽約，在他們旗下創建自有唱片品牌：暴龍唱片（T. Rex Records），別名「T. Rex Wax Co.」。
1972年3月18日，暴龍樂團在溫布利體育館有兩場演出，並由林哥·史達（Ringo Starr）和他的蘋果影業（Apple Films）團隊拍攝。這二場表演是為了製作樂團的紀錄片電影《生來不羈》（Born to Boogie）而拍攝的，第二場表演的大部分內容和第一場表演的片段被收錄進電影裡。除了暴龍樂團與史達外，艾爾頓·強（Elton John）也參與了電影的拍攝與製作裡，電影中他與樂團和史達在錄音室裡合奏〈Children of the Revolution〉和〈Tutti Frutti〉。
暴龍樂團T. Rex時期的第三張專輯《The Slider》於1972年7月發行。《The Slider》作為《Electric Warrior》的接續作，雖然成績在英國並不能與前作相比（只有榜上第四名），但卻是樂團在美國最成功的專輯。一方面是老東家飛行唱片在1972年4月時發行了樂團的單曲、B面與專輯歌曲合輯《Bolan Boogie》，而這也衝擊到了《The Slider》的銷量。《The Slider》收錄的兩首單曲〈Telegram Sam〉和〈Metal Guru〉皆是英國的冠軍歌曲。1972年12月，《生來不羈》在倫敦Oscar One電影院首映。評論家均對此給出負面評價，但仍有許多粉絲喜愛這部電影。

### 過渡期：衰弱與重新振作

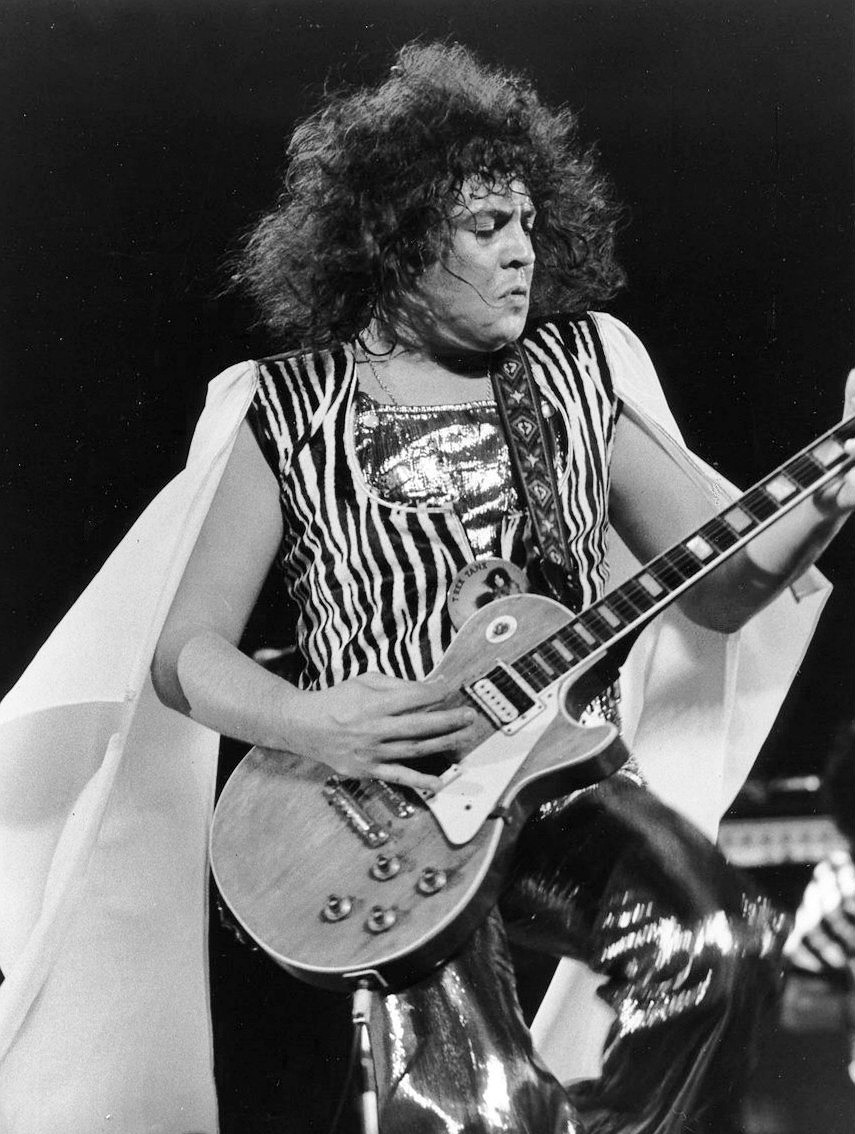
1973年，波倫在ABC的《In Concert (電視節目)》上的演出

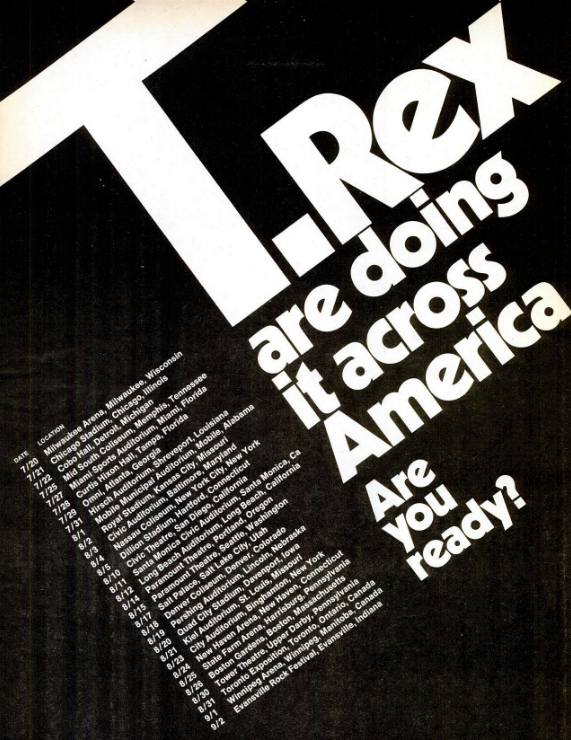
暴龍樂團1973年的美國巡演海報

《Tanx》是暴龍樂團經典陣容的最後一張專輯。這張專輯展現了樂團的高製作品質和更加善用器樂元素如魔音琴和薩克斯風等，其中有不乏走放克風的〈The Street and Babe Shadow〉也有福音音樂式編制的〈Left Hand Luke and the Beggar Boys〉。兩個月後，1973年3月發行的單曲〈20th Century Boy〉又獲得了重要的成功，在英國單曲榜上排名第三，但並未收錄於任何一張專輯中。而這也象徵著暴龍樂團黃金時代的結束，並在這段時間內創下連續獲得11首冠軍單曲的紀錄。
暴龍樂團的成員開始在專輯的錄製期間離團，首先是比爾·雷傑恩於1973年11月退出。《Zinc Alloy and the Hidden Riders of Tomorrow》於1974年2月1日發行，它在英國專輯榜上排名十二。此專輯又重回Tyrannosaurus Rex時期的長歌名、長標題和複雜的歌詞，然而這種做法並不成功。在美國，華納兄弟直接放棄發行這張專輯並拋棄了樂團。這時的暴龍樂團新加入了第二位吉他手傑克·格林（Jack Green）和踏板鋼棒吉他手B·J·柯爾（B. J. Cole）。在專輯發行後不久波倫便剔除製作人維斯岡蒂，而在1974年12月，芬恩也離團了。1974年11月，波倫以個人作品名義發行樂團單曲〈Zip Gun Boogie〉，它只在英國單曲榜上排名第四十一而已。
暴龍樂團1975年專輯《Bolan's Zip Gun》的歌曲全由波倫創作與製作，最後一首由維斯岡蒂製作的歌曲〈Till Dawn〉也被波倫重作並收錄於此專輯中，然而他的製作並不理想。負責樂團在美國發行的卡薩布蘭卡唱片（Casablanca Records）也同樣拒絕了《Zinc Alloy》並將其中早就已經在美國發行過的三首歌和大部分的《Bolan's Zip Gun》整合成了專輯《Light of Love》，《滾石雜誌》對此給出了正面評價，但即便波倫自己出來澄清「Zinc Alloy」是他曾在1960年代中期用過的藝名，英國媒體仍認為他是在抄襲大衛·鮑伊的《The Rise and Fall of Ziggy Stardust and the Spiders from Mars》。在這段時間，波倫因一直以來「有史以來最自我中心的搖滾明星」的幻想使自己越來越孤立，英國的高稅率也使得他逃到蒙地卡羅和美國來避稅。波倫也放棄了素食主義，在過量進食與酗酒下成為音樂圈的笑柄。
暴龍樂團的下一張專輯《Futuristic Dragon》有著非常分歧的歌曲與製作風格，從聲牆式的製作到迪斯可歌曲，從懷舊風格到老暴龍樂團的boogie曲風。雖然只有榜上第五十名，此專輯卻獲得了評論的青睞，也斬獲了像〈New York City〉和〈Dreamy Lady〉這樣的熱門單曲。為了推廣這張專輯，暴龍樂團在英國重啟巡演，並在如《Top of the Pops》、《Supersonic》和《Get It Together》等電視節目上演出。
1976年夏天，暴龍樂團發行了兩首單曲：〈I Love to Boogie〉和〈Laser Love〉。1977年3月發行的專輯《Dandy in the Underworld》廣獲好評，波倫也開始減重並回到以前的形象。在龐克搖滾樂團詛咒合唱團（The Damned）的助陣下，暴龍樂團1977年春季巡演獲得了大成功。隨著波倫的受歡迎程度再次升高，他也有了想再與芬恩和圖克共演、並找回維斯岡蒂的想法。

### 波倫之死與解散

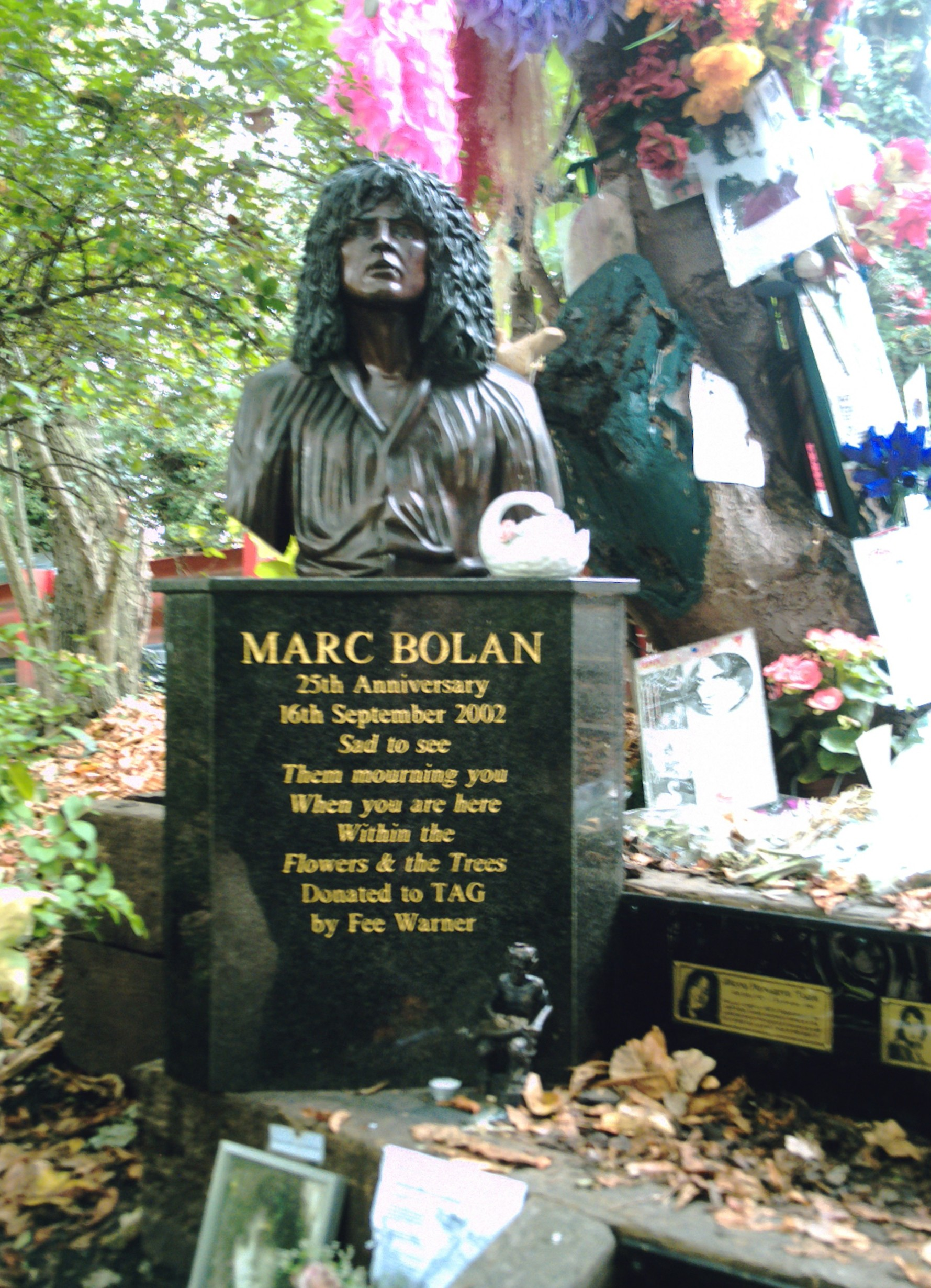
波倫去世20年後，表演權利團體於1997年在車禍發生地原址樹立他的半身石雕以紀念他，這裡也紀念著其他已故的暴龍樂團成員

馬克·波倫與女友葛洛麗亞·瓊斯（Gloria Jones）於1977年9月15日晚上在酒吧Speakeasy喝酒，然後在倫敦市中心梅费尔伯克利廣場的莫頓俱樂部（Morton's club）用餐。瓊斯在9月16日凌晨駕著波倫的紫色Mini 1275 GT送他回家時，汽車失控撞樹，事發地點距離他在東辛區的家只有幾英里而已。瓊斯重傷送醫，而波倫則是當場身亡，距離他的30歲生日不過兩週。
由於波倫是樂團唯一的詞曲作家和穩定的成員，他的逝世必然使樂團於同年解散。截至目前為止，鼓手比爾·雷傑恩是樂團經典陣容唯一的在世成員；圖克在整個1970年代都在處理自己的作品，這之前他與米克·費倫和粉色仙女合作，這之後也組了自己的樂團：沙格拉特（Shagrat，1970–1971）和史提夫·圖克的號角（Steve Took's Horns，1977–1978）。他於1980年被雞尾酒櫻桃噎死，享年31歲；居禮在1979年搬到葡萄牙，1981年在回家途中死於車禍，享年33歲；芬恩曾為湯龍（The Soup Dragons）、吹管之猴（The Blow Monkeys）等樂團擔任錄音室樂手，也組成了自己對暴龍樂團的致敬樂團，他最終於2003年因肝與腎臟衰竭逝世，享年55歲。大部分的暴龍樂團後期成員均組建、加入其他樂團或重回錄音室樂手的工作：鍵盤手迪諾·戴恩斯（Dino Dines）於2004年死於心臟驟停，享年59歲。

## 影響與遺贈
幾十年來，暴龍樂團廣泛影響著數種音樂流派，包括華麗搖滾、龐克運動、後龐克、獨立流行、英倫搖滾和另類搖滾。許多樂團和藝人將暴龍樂團視為影響，如紐約娃娃（New York Dolls）、雷蒙斯（Ramones）、凱特·布希（Kate Bush）、苏克西与女妖 (Siouxsie and the Banshees)、歡樂分隊（Joy Division）、R.E.M.、史密斯樂團（The Smiths）、小妖精樂團（Pixies）和詭計（Tricky）。
紐約娃娃的吉他手西爾萬·西爾萬（Sylvain Sylvain）表示他在與其他人組建樂團時，都會坐在床上、拿起吉他來合奏一些器樂曲、藍調和馬克·波倫的歌。火花樂團（Sparks）受到暴龍樂團Tyrannosaurus Rex時期的影響，成員羅恩·梅爾（Ron Mael）表示看到他們的演出「真的讓我們學到了一課」。雷蒙斯的喬伊·雷蒙（Joey Ramone）談到波倫時說：「我非常喜歡那些獨特且富有創新精神和色彩的人，這就是為什麼我愛馬克·波倫。他的歌聲、舉止都充滿了神秘的色彩，他的歌曲是如此動人且黑暗。」蘇西與冥妖在他們早期生涯中於1979年發行過〈20th Century Boy〉的翻唱版。歡樂分隊的伯納德·薩姆納（Bernard Sumner）以復刻暴龍樂團早期的吉他聲響為特點。裂隙樂團（The Slits）的吉他手薇芙·艾伯提（Viv Albertine）著迷於波倫的吉他演奏：「那是我第一次聽吉他的部分，因為那時後女孩們並不怎麼聽吉他音樂，那是男生的玩意兒，而且像吉米·亨德里克斯那種直接打在你臉上的吉他獨奏，我不得不說那太具威脅性了。而馬克·波倫的吉他演奏很卡通式，我甚至可以跟著一起唱。它們並不炫技，它們很有趣、很幽默。」史密斯樂團的作曲人與吉他手強尼·馬爾（Johnny Marr）表示「暴龍樂團就是最純粹的流行音樂」，暴龍樂團對史密斯樂團的影響可以在〈Panic〉、〈Shoplifters of the World Unite〉等特定歌曲中找到。主唱莫里西（Morrissey）也很欽佩波倫。當他在寫〈Panic〉受到〈Metal Guru〉的影響並希望以相同的風格唱歌，莫里西還企圖修改〈Panic〉的歌詞來符合〈Metal Guru〉的確切節奏。馬爾後來說：「他還要我使用相同的吉他過門，讓兩首歌曲聽起來一模一樣！」馬爾將波倫名列為他最喜歡的十位吉他手之中。合成芽（Prefab Sprout）的帕迪·麥卡隆（Paddy McAloon）表示〈Ride a White Swan〉是「證明我對流行音樂的熱愛的歌曲」。R.E.M.在他們早期生涯中於1984年在現場表演中翻唱過〈20th Century Boy〉，主唱麥可·史戴普（Michael Stipe）表示暴龍樂團與其他1970年代的樂團「對我們有著很大的影響」。
小妖精樂團的喬伊·聖地亞哥（Joey Santiago）和The Jam的保羅·韋勒（Paul Weller）都將《Electric Warrior》名列於定義他們的13張專輯裡。聖地亞哥說：「波倫把藍調轉變為更加美妙的東西。」凱特·布希在她的歌〈Blow Away (for Bill)〉中提到她在青少年時期經常聽波倫的歌。尼克·凱夫（Nick Cave）在現場表演中翻唱過〈Cosmic Dancer〉，他認為《Electric Warrior》裡面「有些史上寫得最好的歌詞」，並補充：「那是我最喜歡的專輯，[…]裡面的歌都非常的美，那是張非凡的專輯。」饒舌歌手詭計認為波倫是「絕對的獨特且領先於他的時代」。P·J·哈維（PJ Harvey）的合作者約翰·帕利許（John Parish）在談到最喜歡的專輯時，表示暴龍樂團是他的「起始點」，並加註「這個樂團和那張專輯[《Electric Warrior》]就是把我領進音樂領域的原因」；當他看到暴龍樂團在《Top of the Pops》上演奏〈Jeepster〉時，他感覺道：「那就是我喜歡的音樂，[…]那能與12歲的我產生聯繫，至今都讓我回味無窮，並作為我製作唱片時的試金石之一。」帕利許也解釋道：「我自從1971年就是暴龍樂團的常年聽眾了。」綠洲合唱團（Oasis）「借用」了〈Get It On〉的吉他riff並用在單曲〈Cigarettes & Alcohol〉上，主音吉他手諾爾·蓋勒格（Noel Gallagher）也認了他受到暴龍樂團的影響。暴龍樂團Tyrannosaurus Rex時期的作品也對於提攜前衛搖滾和21世紀民歌歌手有所影響，如德凡卓·班哈特（Devendra Banhart），他也表示：「我非常喜歡暴龍樂團（Tyrannosaurus Rex），它是如此被愛得容易、愛得如此合乎常理、愛得如此自然，我無法想像有人不喜歡它。」
暴龍樂團啟發了無數流行歌曲，其中包含了大衛·鮑伊於1972年寫給高個子莫特（Mott the Hoople）演奏的〈All the Young Dudes〉、雷蒙斯的〈Do You Remember Rock 'n' Roll Radio?〉、賽吉·甘斯柏（Serge Gainsbourg）的〈Ex-Fan Des Sixties〉、何許人合唱團（The Who）的〈You Better You Bet〉、B·A·羅伯森（B. A. Robertson）的〈Kool in the Kaftan〉、R.E.M.的〈The Wake-Up Bomb〉和我的另類羅曼史（My Chemical Romance）的〈Vampire Money〉。暴龍樂團的音樂也出現在許多電影的原聲帶裡，如《絲絨金礦》（Velvet Goldmine）、《不死殺陣》（Death Proof）、《舞動人生》（Billy Elliot）、《玩命追緝：貝克街大劫案》（The Bank Job）、《藥命俱樂部》（Dallas Buyers Club）和《玩命再劫》（Baby Driver）。《The Slider》的專輯封套可在林賽·安德森（Lindsay Anderson）的電影《幸運的人》（O Lucky Man!）和提姆·波頓（Tim Burton）的電影《黑影家族》（Dark Shadows）中見到。在米哈·馬奇尼（Miha Mazzini）的小說《King of the Rattling Spirits》中，旁白回憶起小時候在唱片店裡看到暴龍樂團（Tyrannosaurus Rex）的單曲唱片〈King of the Rumbling Spires〉並發現自己將標題誤記成了〈King of the Rattling Spirits〉。

## 成員
- 馬克·波倫（Marc Bolan） – 主唱、主音/節奏吉他 (1967年7月–1977年9月；1977年去世)、鍵盤 (1969年1月–1970年9月)
- 班·卡特蘭（Ben Cartland） – 吉他 (1967年7月)
- 未知人士 – 貝斯 (1967年7月)
- 史提夫·佩瑞昆·圖克（Steve Peregrin Took） – 打擊樂器、和聲 (1967年7月–1969年9月；1980年去世)、爵士鼓 (1967年7月、1969年1月–9月)、貝斯 (1969年1月–9月)
- 米奇·芬恩（英语：Mickey Finn (drummer)）（Mickey Finn） – 打擊樂器、和聲 (1969年10月–1975年2月；2003年去世)、爵士鼓 (1969年10月–1971年3月)、貝斯 (1969年10月–1970年10月)
- 史提夫·居禮（Steve Currie） – 貝斯 (1970年12月–1976年8月；1981年去世)
- 比爾·雷傑恩（Bill Legend） – 爵士鼓 (1971年3月–1973年11月)
- 保羅·芬頓（英语：Paul Fenton (musician)）（Paul Fenton） – 爵士鼓 (1973年1月–1974年1月)、打擊樂器 (1974年1月11日–12日)
- 葛洛麗亞·瓊斯（Gloria Jones） – 鍵盤、鈴鼓、和聲 (1973年7月–1976年8月)
- 傑克·格林（英语：Jack Green (musician)）（Jack Green） – 主音吉他 (1973年7月–1973年11月；2024年去世)
- 迪諾·戴恩斯（Dino Dines） – 鍵盤 (1974年1月–1977年9月；2004年去世)
- 戴維·拉頓（英语：Eire Apparent）（Davey Lutton） – 爵士鼓 (1974年1月–1976年8月)、打擊樂器 (1975年2月–1976年8月)
- 米勒·安德森（英语：Miller Anderson (musician)）（Miller Anderson） – 主音吉他 (1976年8月–1977年9月)
- 賀比·夫洛爾（Herbie Flowers） – 貝斯 (1976年8月–1977年9月；2024年去世)
- 東尼·紐曼（英语：Tony Newman (drummer)）（Tony Newman） – 爵士鼓、打擊樂器 (1976年8月–1977年9月)

## 錄音室專輯
Tyrannosaurus Rex時期
- 《My People Were Fair and Had Sky in Their Hair... But Now They're Content to Wear Stars on Their Brows（英语：My People Were Fair and Had Sky in Their Hair... But Now They're Content to Wear Stars on Their Brows）》（1968年7月5日）
- 《Prophets, Seers & Sages: The Angels of the Ages（英语：Prophets, Seers & Sages: The Angels of the Ages）》（1968年10月14日）
- 《Unicorn（英语：Unicorn (Tyrannosaurus Rex album)）》（1969年5月16日）
- 《A Beard of Stars（英语：A Beard of Stars）》（1970年3月13日）

T. Rex時期
- 《T. Rex（英语：T. Rex (album)）》（1970年12月18日）
- 《Electric Warrior（英语：Electric Warrior）》（1971年9月24日）
- 《The Slider（英语：The Slider）》（1972年7月21日）
- 《Tanx（英语：Tanx）》（1973年3月16日）
- 《Zinc Alloy and the Hidden Riders of Tomorrow（英语：Zinc Alloy and the Hidden Riders of Tomorrow）》（1974年2月1日）
- 《Bolan's Zip Gun（英语：Bolan's Zip Gun）》（1975年2月16日）
- 《Futuristic Dragon（英语：Futuristic Dragon）》（1976年1月30日）
- 《Dandy in the Underworld（英语：Dandy in the Underworld）》（1977年3月11日）